# Desnoes & Geddes
Desnoes & Geddes ist eine jamaikanische Brauerei mit Sitz in Kingston. Bekannt ist die Brauerei für die Biermarke Red Stripe. Das Unternehmen ist im Besitz der Heineken-Gruppe.

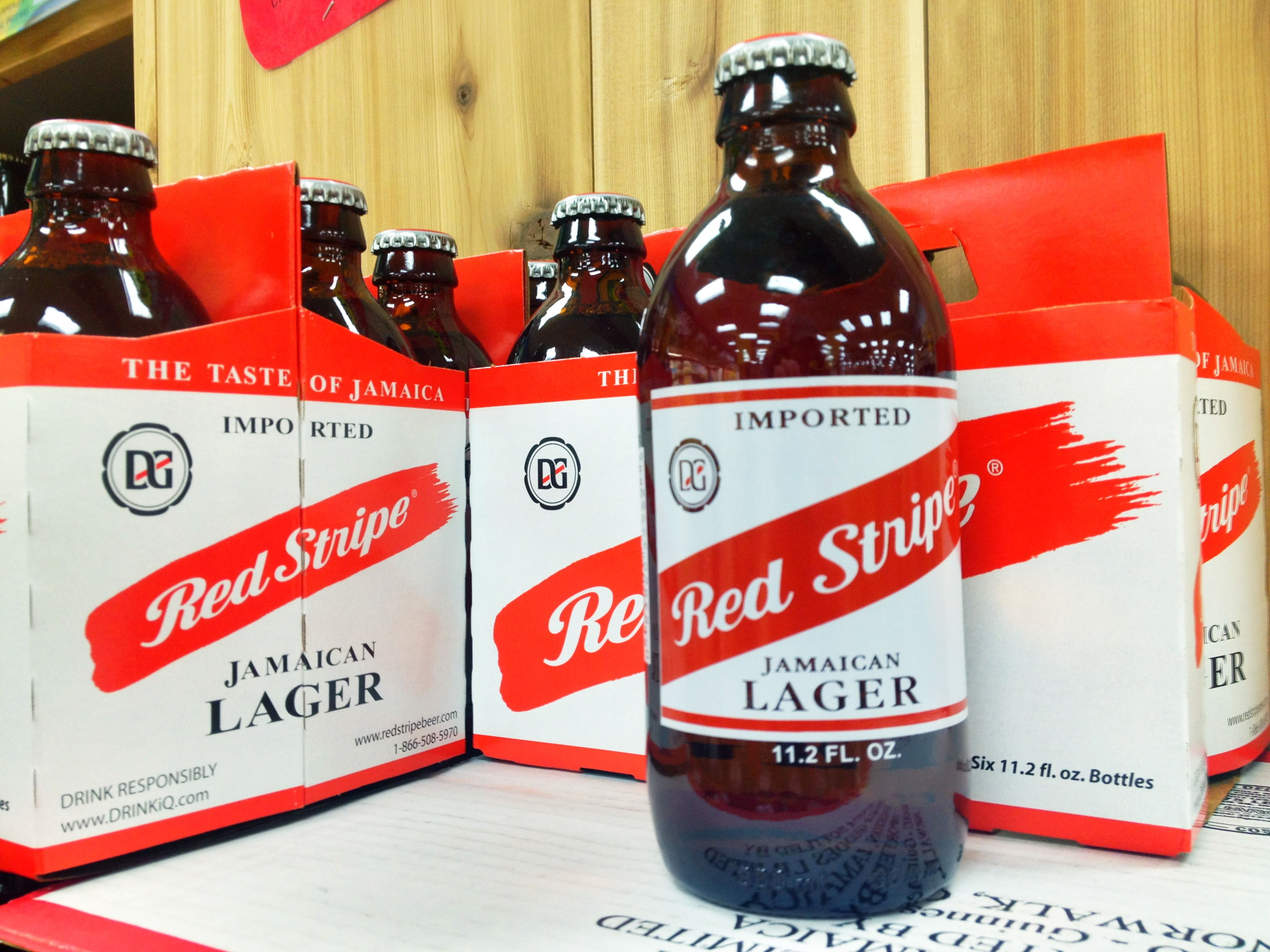
Bekanntestes Produkt, das Bier Red Stripe

## Geschichte
Das Unternehmen wurde 1918 von Eugene Peter Desnoes und Thomas Hargreaves Geddes gegründet. Von 1993 bis 2015 war das Unternehmen, mittelbar über die schwedische Udiam Holdings AB, im Besitz von Diageo.
Der Mutterkonzern Diageo entschied 2011 das Red Stripe Bier ab 2012 nicht mehr in die USA zu exportieren, sondern dieses vor Ort herstellen zu lassen. Lohnbrauer ist die City Brewing Company.
2015 wurde die Brauerei von Diageo an den niederländischen Brauereikonzern Heineken verkauft. Im März 2016 begann das Delisting der Wertpapiere von der Jamaikanische Börse.